# Sallenôves
Sallenôves és un municipi francès situat al departament de l'Alta Savoia i a la regió d'Alvèrnia-Roine-Alps. L'any 2007 tenia 560 habitants.

## Demografia

### Població
El 2007 la població de fet de Sallenôves era de 560 persones. Hi havia 188 famílies de les quals 32 eren unipersonals (24 homes vivint sols i 8 dones vivint soles), 56 parelles sense fills i 100 parelles amb fills.
La població ha evolucionat segons el següent gràfic:
Habitants censats

### Habitatges
El 2007 hi havia 221 habitatges, 198 eren l'habitatge principal de la família, 12 eren segones residències i 10 estaven desocupats. 195 eren cases i 24 eren apartaments. Dels 198 habitatges principals, 166 estaven ocupats pels seus propietaris, 25 estaven llogats i ocupats pels llogaters i 7 estaven cedits a títol gratuït; 1 tenia una cambra, 6 en tenien dues, 17 en tenien tres, 43 en tenien quatre i 131 en tenien cinc o més. 180 habitatges disposaven pel capbaix d'una plaça de pàrquing. A 61 habitatges hi havia un automòbil i a 132 n'hi havia dos o més.

### Piràmide de població
La piràmide de població per edats i sexe el 2009 era:
| Homes | Edats   | Dones |
| ----- | ------- | ----- |
| 0     | 95 o +  | 0     |
| 0     | 90 a 94 | 0     |
| 4     | 85 a 89 | 4     |
| 4     | 80 a 84 | 4     |
| 8     | 75 a 79 | 8     |
| 4     | 70 a 74 | 0     |
| 4     | 65 a 69 | 4     |
| 8     | 60 a 64 | 4     |
| 12    | 55 a 59 | 4     |
| 12    | 50 a 54 | 28    |
| 16    | 45 a 49 | 12    |
| 32    | 40 a 44 | 20    |
| 16    | 35 a 39 | 20    |
| 28    | 30 a 34 | 24    |
| 12    | 25 a 29 | 16    |
| 0     | 20 a 24 | 8     |
| 8     | 15 a 19 | 24    |
| 20    | 10 a 14 | 20    |
| 24    | 5 a 9   | 28    |
| 32    | 0 a 4   | 4     |

## Economia
El 2007 la població en edat de treballar era de 375 persones, 288 eren actives i 87 eren inactives. De les 288 persones actives 276 estaven ocupades (150 homes i 126 dones) i 12 estaven aturades (5 homes i 7 dones). De les 87 persones inactives 40 estaven jubilades, 30 estaven estudiant i 17 estaven classificades com a «altres inactius».

### Ingressos
El 2009 a Sallenôves hi havia 196 unitats fiscals que integraven 524 persones, la mediana anual d'ingressos fiscals per persona era de 22.775 €.

### Activitats econòmiques
Dels 26 establiments que hi havia el 2007, 1 era d'una empresa alimentària, 9 d'empreses de construcció, 6 d'empreses de comerç i reparació d'automòbils, 2 d'empreses d'hostatgeria i restauració, 1 d'una empresa financera, 2 d'empreses immobiliàries, 2 d'empreses de serveis, 1 d'una entitat de l'administració pública i 2 d'empreses classificades com a «altres activitats de serveis».
Dels 13 establiments de servei als particulars que hi havia el 2009, 2 eren tallers de reparació d'automòbils i de material agrícola, 1 paleta, 1 guixaire pintor, 2 fusteries, 2 lampisteries, 1 electricista, 1 perruqueria, 2 restaurants i 1 saló de bellesa.
Dels 2 establiments comercials que hi havia el 2009, 1 era una botiga de menys de 120 m² i 1 una fleca.
L'any 2000 a Sallenôves hi havia 7 explotacions agrícoles que ocupaven un total de 90 hectàrees.

## Equipaments sanitaris i escolars
El 2009 hi havia una escola elemental.

## Poblacions més properes
El següent diagrama mostra les poblacions més properes.